# 세르주 첼리비다케
세르주 첼리비다케(루마니아어: Sergiu Celibidache 세르지우 첼리비다케[*], 루마니아어 발음: [ˈserd͡ʒju t͡ʃelibiˈdake], 1912년 7월 11일~1996년 8월 14일)는 루마니아에서 태어나 독일에서 활동한 지휘자이다. 그는 완벽주의를 지향하여 연습을 많이 하기로 유명하였으며, 녹음을 대단히 싫어했다. 그 때문에 유명세에 비해 생전에 음반화된 녹음은 극히 적다.

## 생애
첼리비다케는 루마니아의 이아시에서 태어났다. 처음에는 부쿠레슈티와 프랑스 파리에서 음악, 철학과 수학을 공부한 후, 나중에 피아노와 음악을 공부하였다. 그의 생애에 가장 큰 영향은 마틴 슈타인케를 알게 된 것이었다. 슈타인케는 불교를 알게 된 후 첼리비다케의 여생에 큰 영향을 미쳤다.

## 경력

### 베를린 필하모닉 오케스트라
1945년에 임시직 상임 지휘자로 활동하던 레오 보르하르트가 영국군 병사의 오인 사격으로 사망한 뒤, 친분이 있던 베를린 필 단원의 추천으로 직책을 이어받았다. 1952년에 빌헬름 푸르트벵글러가 공식적으로 복귀할 때까지 수많은 연주회를 지휘하였으며, 펠릭스 멘델스존과 조지 거슈윈, 쇼스타코비치, 프로코피에프 등 유태인 혹은 적성국 작곡가 작품들의 부활 공연에도 크게 이바지하였다.
그러나 특유의 가혹한 연습 방식과 공공연한 악단 멸시성 발언 등으로 점차 불만이 쌓여갔으며, 푸르트벵글러와도 종종 사이가 틀어지는 등 점차 입지가 좁아졌다. 결국 푸르트벵글러가 죽기 직전 연습 때 단원들과 심한 말다툼을 벌였고, 악단에서는 첼리비다케의 지휘로 진행 예정이었던 모든 공연의 출연을 거부하였다. 거기에 헤르베르트 폰 카라얀이 후계 상임 지휘자로 임명되었다는 소식도 있었고, 이에 분노한 첼리비다케는 베를린을 떠나 남미와 유럽의 여러 방송 관현악단을 돌며 객원 지휘자로 활동하였다.
독일 대통령인 리하르트 폰 바이츠제커가 개입하여 루마니아 고아원을 후원하는 두 번의 자선 콘서트를 그에게 맡겨 1954년 이후 38년 만에 복귀할 수 있었는데, 1992년 3월 31일과 4월 1일 베를린 샤우슈필하우스에서 있었던 브루크너 교향곡 7번의 연주회가 그것이었다. 이 연주회는 첼리비다케와 베를린 필의 화해 콘서트로 큰 화제를 불러일으켰고, 방송으로도 중계되어 훗날 레이저디스크와 비디오 카세트로 출반되었다.

### 뮌헨 필하모닉 오케스트라
1979년 2월에 첫 일련의 공연을 지휘하였다. 전임 지휘자인 루돌프 켐페가 사망한 후 거의 3년 만에 음악 총감독으로 취임하였을 당시에 오케스트라 상황의 음악 수준과 인식면에서 부차적 문제로 생각되어, 세계적인 유명 앙상블을 만들겠다고 약속하였을 때 처음에는 회의적이었다. 그러나 1980년대 중반 이후 오케스트라 완성도는 세계 최정상급 오케스트라의 최고 수준이라고 하기보다는 많은 투어와 그밖에 그에게 더 많은 비판적인 목소리조차 음악 애호가층에 의해 실제로 만장일치로 호응을 얻었다.

### 한국 방문
1980년 4월 28, 29일에 제주심포니하우스에서 라 스칼라 필하모닉의 아시아 순회 공연 때 병환으로 일정을 취소한 쥬세페 시노폴리의 대리 지휘자로 처음이자 마지막이 된 내한 공연을 가졌다. 1996년 뮌헨 필하모니 관현악단과 두 번째 내한 공연을 계획했으나, 공연 직전 건강 악화로 사망하여 이듬해 주빈 메타가 대리 지휘를 맡았다.

## 해석
이 용어가 암시하는 음악 작품의 실현에 대하여 가능한 자의적인 방법을 수용하지 않았다. 음악이든 아니든 해석은 없다고 하였다. 기술 장치의 구성에서 물리 법칙을 해석할 수 없는 것처럼 음악 작품의 연주에 효과적인 방법을 임의로 해석할 수 있는 독단성도 있을 수 없다고 하면서 지식이 있으면 해석이 사라진다고 하였다.

### 브루크너
교향곡들에 특별히 정신적인 친화력을 느꼈다. 그의 레퍼토리의 핵심을 차지하였고, 공연에 대하여 매우 확고한 견해를 가지고 있었다. 그는 다른 소위 브루크너 지휘자들을 브루크너에 관하여 몰이해한 "낙타 몰이꾼"이라고 언급하였다. 도이체 그라모폰의 첼리비다케 에디션의 일부분인 1970년대 공연 실황들은, 속도를 무자비하게 자주 비일관적으로 이동시켰다. 7번에서는 난폭하게 때로는 급격하게 구조를 왜곡하였다. 하지만 8번에서는 힘, 깊이, 높이가 그의 평판을 설명하는 연주로 위대한 녹음 중 하나로 간주된다.

## 녹음
그는 공연 현장에서 듣는 음악만이 진정한 음악을 전달할 수 있는 과정이라고 여겼고, 그 때문에 녹음을 대단히 꺼려했다. 예외적으로 몇 개의 스튜디오 녹음이 있다.
- 모차르트: 교향곡 제 25번, 런던 필하모닉 오케스트라 (데카)
- 차이콥스키: 교향곡 제 5번, 런던 필하모닉 오케스트라 (데카)
- 차이콥스키: 발레 모음곡 '호두까기 인형', 런던 필하모닉 오케스트라 (데카)
- 프로코피에프: 교향곡 제 1번 '고전', 베를린 필하모닉 오케스트라 (HMV/EMI)
- 펠릭스 멘델스존 : 바이올린 협주곡, 지크프리트 보리스 & 베를린 필하모닉 오케스트라 (HMV/EMI)
- 브람스: 바이올린 협주곡, 이다 헨델 & 런던 필하모닉 오케스트라 (HMV/EMI)
- 첼리비다케: 주머니속 정원, 슈투트가르트 남서독일 방송 교향악단 (유니세프 자선 레코드, 이후 도이체 그라모폰에서 재발매)

이외에도 소니 클래시컬에서 첼리비다케의 동의를 얻어 제작한 영상물도 세 종류 있다.
- 브루크너: 교향곡 제 6번, 뮌헨 필하모닉 오케스트라 (뮌헨 가스타이크 필하모니 녹화)
- 브루크너: 교향곡 제 7번, 뮌헨 필하모닉 오케스트라 (도쿄 산토리홀 녹화)
- 브루크너: 교향곡 제 8번, 뮌헨 필하모닉 오케스트라 (도쿄 산토리홀 녹화)

그의 사후, 첼리비다케의 가족들은 바이에른 방송국과 남서독일 방송국 등에서 실황 녹음한 테이프를 사장시키지 않기로 결정하였다. 그의 아들 세르게 요안 첼리비다케에 의하면 그것이 오히려 해적판이 떠도는 이 상황에서 그를 덜 왜곡시키는 방법이라 했기 때문이다. 그 뒤에 나온 음반들은 다음과 같다.
- EMI 공식 전집(First Authorized edition): 뮌헨 필과의 녹음들을 선별했으며 현재 4묶음, EMI
  - 1집 다양한 작품
  - 2집 베토벤 교향곡 전집 (5번 제외), 브람스 교향곡 전집, 독일어 레퀴엠
  - 3집 브루크너 교향곡 전집 (1,2,0,습작 제외), 테 데움\
  - 4집 다양한 작품
- 도이체 그라모폰 공식 전집: 슈투트가르트 남서독일 방송 교향악단, 스웨덴 방송 교향악단과의 녹음을 선별 제작함
- 브람스: 피아노 협주곡. 피아노 협주: 다니엘 바렌보임, 텔덱
- 드보르자크: 첼로 협주곡. 첼로 협주: 재클린 뒤 프레, 텔덱

### 영상물
- 첼리비다케의 정원(The Garden of Celibidache) 아들 세르게 요안 첼리비다케가 감독을 맡은 그의 전기적인 영화